# Громашовка
Громашовка (рос. Громашовка) — присілок в Желєзногорському районі Курської області Російської Федерації.
Населення становить 136 осіб. Входить до складу муніципального утворення Ришковська сільрада.

## Історія
Населений пункт розташований на території українського етнічного та культурного краю Східна Слобожанщина.
Від 2004 року входить до складу муніципального утворення Ришковська сільрада.

## Населення
| 1862 | 1883 | 1905 | 1979 | 2002 | 2010 |
| ---- | ---- | ---- | ---- | ---- | ---- |
| 209  | ↗254 | ↘225 | ↗285 | ↘155 | ↘136 |